# Sean Rooney
Sean Michael Rooney, né le 13 novembre 1982 à Wheaton, en Illinois, est un joueur américain de volley-ball. Jouant au poste de réceptionneur-attaquant, il totalise 155 sélections en équipe des États-Unis, avec laquelle il a remporté une médaille d'or aux Jeux olympiques de 2008 à Pékin et est devenu champion de la ligue mondiale en 2008 et en 2014.

## Biographie
Rooney naît dans la ville de Wheaton, dans l'État de l'Illinois, dans le nord des États-Unis. Il étudie à la Wheaton Warrenville South High School (en) et est nommé coéquipier de l'Illinois de l'année (Greg Pochopien - Carl Sandburg High School), et il mène son équipe aux championnats d'État. En plus du volley-ball, Rooney joue également au golf et au basket-ball.

## Carrière

### Sport universitaire
Rooney étudie à l'université Pepperdine de Malibu, en Californie, où il obtient son diplôme de gestion en 2005.
Durant sa carrière à la NCAA, il est membre de l'American Volleyball Coaches Association (en). À la fin de son parcours, il est classé second meilleur joueur de la division I-II sur le classement national de la NCAA, avec en moyenne 6,35 points marqués par match en 2005. Il est nommé joueur national de l'année de la division I-II en 2005. La même année, il remporte le championnat NCAA de volley-ball masculin avec son équipe de Pepperdine en battant les Bruins de Los Angeles en cinq sets. C'est la première fois en 35 ans que les Bruins perdent à domicile au cours d'un tournoi de la NCAA. Rooney est désigné meilleur joueur du carré final.

## Carrière professionnelle
Durant les hivers de 2006 et 2007, Rooney joue chez les Cheonan Hyundai Capital Skywalkers (en), dans le championnat masculin sud-coréen, où il remporte le prix du meilleur joueur après avoir gagné le championnat deux fois de suite avec son équipe.
Lors de la saison 2007–08, il joue au Dynamo-Yantar de Kaliningrad, en Russie. En 2008–09, il joue dans le club russe de Fakel Novy Ourengoï.

### AVP
En 2005 et 2006, Rooney participe au tournoi de beach volley de l'Association of Volleyball Professionals (en) ; sa meilleure place est la cinquième, qu'il atteint trois fois.

## Équipe nationale

### International
En 2008, Rooney est désigné meilleur attaquant du tournoi olympique qualificatif de la NORCECA, qui s'est tenu du 6 au 11 janvier à Caguas, dans l'État de Porto Rico. Il termine de tournoi avec 46 points, dont 3 blocks. L'équipe américaine masculine remporte le tournoi et se qualifie pour les Jeux olympiques de 2008 à Pékin.
En 2007, Rooney est nommé meilleur joueur du match de l'équipe des États-Unis contre l'Égypte à la coupe du monde. Il a marqué 18 points, dont deux blocks et un ace.

### Jeux olympiques, Jeux panaméricains et ligues mondiales
Rooney participe à ses premières olympiades en 2008 à Pékin, et remporte une médaille d'or avec l'équipe des États-Unis. Il est également membre de l'équipe américaine des Jeux olympiques de 2012.
En 2007, l'équipe américaine finit deuxième des Jeux panaméricains et reçoit la médaille d'argent.
Sean Rooney a remporté deux ligues mondiales avec l'équipe des États-Unis : en 2008 et en 2014. Il reçoit également une médaille de bronze à la ligue mondiale de 2007 ainsi qu'une médaille d'argent à la 2012.